# NGC 4892
NGC 4892 is een lensvormig sterrenstelsel in het sterrenbeeld Hoofdhaar. Het hemelobject werd op 11 april 1785 ontdekt door de Duits-Britse astronoom William Herschel. Vanaf de Aarde gezien bevindt het stelsel NGC 4892 zich net ten zuiden van het object Dragonfly 44.

## Synoniemen
- UGC 8108
- MCG 5-31-78
- ZWG 160.81
- PGC 44697